# The Royal Montreal Regiment
The Royal Montreal Regiment, littéralement « Le Régiment royal Montréal », est un régiment d'infanterie de la Première réserve de l'Armée canadienne des Forces canadiennes. Il est stationné à Westmount sur l'île de Montréal au Québec. Le régiment a fêté son 100e anniversaire le 1er novembre 2014.

## Honneurs de bataille

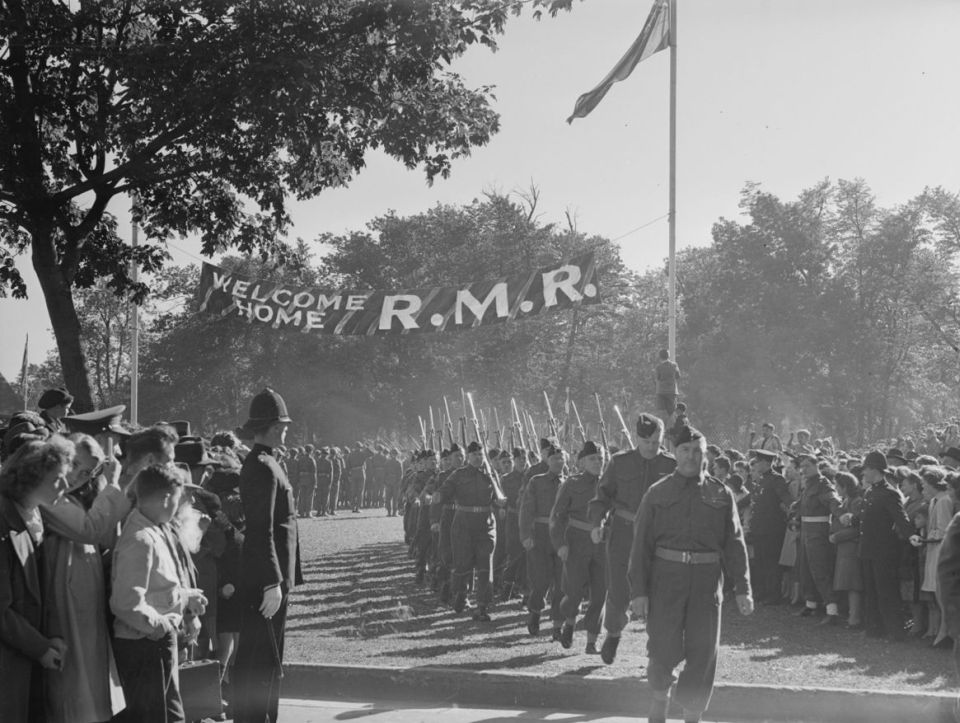
Les soldats du Royal Montreal Regiment défilent dans les rues de Montréal, à leur retour du front, à la fin de la Seconde Guerre mondiale, 22 septembre 1945

| Première Guerre mondiale    | Première Guerre mondiale       |
| --------------------------- | ------------------------------ |
| Ypres 1915, 17              | Gravenstafel 1915              |
| Saint-Julien 1915           | Festurbert 1915                |
| Mont-Sorrel 1916            | Somme 1916                     |
| Pozières 1916               | Thiepval 1916                  |
| Crête d'Ancre 1916          | Arras 1917, 18                 |
| Virmy 1917                  | Arleux 1917                    |
| Scarpe 1917, 18             | Côte 70, 1917                  |
| Passchendaele 1917          | Amiens 1918                    |
| Drocourt-Quéant 1918        | Ligne Hindenburg 1917          |
| Canal du Nord 1918          | Poursuite vers Mons 1914       |
| France et Flandres, 1915-18 |                                |
| Seconde Guerre mondiale     |                                |
| Calais 1945                 | L'Escaut 1944                  |
| Canal Léopold 1944          | Nord-ouest de l'Europe 1944-45 |

## Musée du régiment
Le musée du Royal Montréal Regiment fut inauguré le 20 septembre 1974 par le colonel du régiment du prince de Galles, le Regiment of Yorkshire.
L'objectif du musée est de préserver l'histoire du régiment en exposant une collection de livres, de documents, de photos, de films, d'artefacts militaires et de tout autres.